# Feline immunodeficiency virus
Feline immunodeficiency virus (FIV) är en typ av lentivirus som drabbar kattdjur.
Viruset finns hos tamkatter över hela världen. Även lejon och andra vildkatter har viruset men utvecklar sällan några symtom. Viruset attackerar immunsystemet hos värden, bland annat CD4-celler som har en viktig roll i organiseringen av immunsystemet.